# Kajakarstwo na Letnich Igrzyskach Olimpijskich 1952 – C-1 10 000 m mężczyzn
Zawody w kajakarstwie klasycznym kanadyjek (C1) na dystansie 10000 m mężczyzn na Letnich Igrzyskach Olimpijskich 1952 zostały rozegrane 27 lipca. W zawodach wzięło udział 10 zawodników z 10 państw. Zawody składały się wyłącznie z finału.

## Rezultaty

### Finał
| Poz. | Zawodnik        | Reprezentacja     | Czas      |
| ---- | --------------- | ----------------- | --------- |
|      | Frank Havens    | Stany Zjednoczone | 57:41.1   |
|      | Gábor Novák     | Węgry             | 57:49.9   |
|      | Alfréd Jindra   | Czechosłowacja    | 57:53.1   |
| 4    | Bengt Backlund  | Szwecja           | 59:08.2   |
| 5    | Norman Lane     | Kanada            | 59:26.4   |
| 6    | Jarl Fagerström | Finlandia         | 59:45.9   |
| 7    | Franz Johannsen | Niemcy            | 1:00:26.5 |
| 8    | Robert Boutigny | Francja           | 1:01:15.2 |
| 9    | Gerald Marchand | Wielka Brytania   | 1:02:21.7 |
| 10   | Pawieł Charin   | ZSRR              | 1:03:03.2 |